# Pterocactus tuberosus
Pterocactus tuberosus és una espècie que pertany a la família de les cactàcies (Cactaceae).

## Descripció
Pterocactus tuberosus forma diverses tiges postrades a lleugerament ascendents, cilíndriques i sense gepes. Són marrons o marrons verdosos i fan de 7 a 20 cm de llarg i de 0,5 a 1,5 cm de diàmetre. Hi ha línies verticals de color porpra a les tiges per sota de les arèoles. Hi ha de 8 a 12 espines blanquinoses per arèola , que fan de 0,5 a 1 cm de llarg. Les arrels són grans i tuberoses.
Les flors són de color groc llimona a groc marronós o de color coure fan entre 3 i 5 cm de diàmetre. L'estigma és de color vermell fosc o verd clar. El fruit és esfèric i fa entre 2 o 3 cm de diàmetre, i inicialment és de color marró fosc, més tard s'asseca i es torna de color ocre.

## Distribució
Pterocactus tuberosus està molt estès al centre de l'Argentina a les províncies de San Juan i Mendoza en planes pedregoses i àrids a altituds de 1500 a 3000 metres.

## Taxonomia
Pterocactus tuberosus va ser descrita per (Pfeiff.) Britton & Rose i publicat a The Cactaceae; descriptions and illustrations of plants of the cactus family 1: 32–33, f. 37, a l'any 1919.
Etimologia
Pterocactus: nom genèric que deriva de les paraules gregues: "πτερόν" (pteron), que significa "ales", i fa referència a les llavors alades que són típiques del gènere i úniques dins de la família dels cactus.
tuberosus: epítet llatí que significa "tuberós" i fa referència als tubercles d'arrel grans de l'espècie.